# Kalmunai
Kalmunai (szingaléz:  , tamil:  ) város Srí Lanka keleti részén, az Indiai-óceán partján, Colombótól közúton kb. 340 km-re keletre. Lakossága közel 107 ezer fő volt 2011-ben.
A város négy fő része: 
- Belváros (Thalavatuvan Junction, Zahira College Road),
- Kalmunai North (Pandiruppu, Maruthamunai és Neelavanai),
- Kalmunai South ( Sainthamaruthu )
- Kalmunai West (Natpittimunai, Savalakkadai).

A környéket a 2004-es indiai-óceáni cunami súlyosan érintette, jelentős károkat okozva és számos emberéletet szedve.

## Fordítás
- Ez a szócikk részben vagy egészben  a   Kalmunai című angol Wikipédia-szócikk fordításán alapul.  Az eredeti cikk szerkesztőit annak laptörténete sorolja fel. Ez a jelzés csupán a megfogalmazás eredetét és a szerzői jogokat jelzi, nem szolgál a cikkben szereplő információk forrásmegjelöléseként.